# Кшеменево (гміна)
Гміна Кшеменево (пол. Gmina Krzemieniewo) — сільська гміна у північно-західній Польщі. Належить до Лещинського повіту Великопольського воєводства.
Станом на 31 грудня 2011 у гміні проживало 8438 осіб.

## Територія
Згідно з даними за 2007 рік площа гміни становила 113.44 км², у тому числі:
- орні землі: 79.00%
- ліси: 13.00%

Таким чином, площа гміни становить 14.10% площі повіту.

## Населення
Станом на 31 грудня 2011:
| Опис     | Загалом | Загалом | Чоловіки | Чоловіки | Жінки | Жінки |
| -------- | ------- | ------- | -------- | -------- | ----- | ----- |
| одиниця  | осіб    | %       | осіб     | %        | осіб  | %     |
| все      | 8438    | 100     | 4257     | 50.45    | 4181  | 49.55 |
| міське   | 0       | 100     | 0        |          | 0     |       |
| сільське | 8438    | 100     | 4257     | 50.45    | 4181  | 49.55 |

## Сусідні гміни
Гміна Кшеменево межує з такими гмінами: Ґостинь, Кшивінь, Осечна, Понець, Ридзина.